# Dělová šalupa

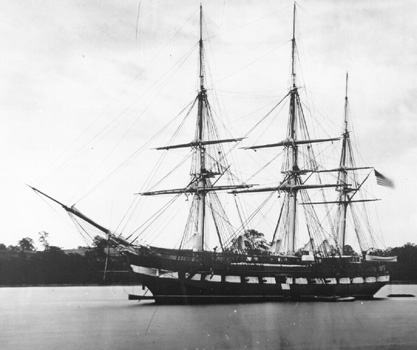
Dělová šalupa USS Constellation – jediná dodnes zachovaná americká loď z období války Severu proti Jihu je dnes zakotvena jako muzeum v Baltimore

Dělová šalupa (anglicky: sloop-of-war) byla v období 17. století a počátku 18. století typ malé plachetní válečné lodi. Tento typ lodi měl jednu dělovou palubu, na které bylo umístěno až osmnáct děl. Ve 20. století byl termín sloop Royal Navy oživen jako označení menších válečných lodí ochraňujících konvoje, například třídy Flower za první a Black Swan za druhé světové války. Jednalo se o plavidla větší, rychlejší a silněji vyzbrojená než korvety, ale menší než fregaty.

## Lodní výstroj
Dělová šalupa je zcela odlišná od osobní nebo obchodní šalupy, což byl obecný termín pro jednostěžňová plavidla, z nichž některá v 18. století sloužila v Royal Navy a částečně také na Velkých jezerech Severní Ameriky.
V první polovině 18. století byla většina námořních šalup dvoustěžňová. K nim patřily lodě typu ketch nebo snow. Ketch měl hlavní a zadní stěžeň, ale nikoliv přední stěžeň, zatímco snow měl přední a hlavní stěžeň, ale neměl zadní stěžeň.
První třístěžňové šalupy se objevily během čtyřicátých let 18. století a od poloviny padesátých let 18. století měla většina nově postavených šalup tři stěžně.

## Klasifikace
Dělová šalupa byla menší než fregata. Obecně byla pod velením námořního důstojníka ve funkci Master and Commander, nikoliv kapitána. Až do roku 1794 měli funkci Master and Commander důstojníci v hodnosti poručík. Roku 1794 byla vytvořena nová důstojnická hodnost: Commander. Dělová šalupa byla ekvivalentní menší korvetě francouzského vojenského námořnictva (ačkoliv tento francouzský termín zahrnoval lodě vyzbrojené až 24 děly).

## Pamětihodné dělové šalupy
- Snad nejslavnější dělovou šalupou byla HMS Resolution, na které se plavil James Cook během své druhé a třetí průzkumné plavby.
- HMS Beagle, šalupa třídy Cherokee byla slavná loď, na které se plavil Charles Darwin na cestě okolo světa v letech 1831–1836.